# Da Grasso
Da Grasso – sieć lokali gastronomicznych, specjalizujących się w daniu kuchni włoskiej – pizzy.
Pierwsza pizzeria Da Grasso powstała w połowie lat 90. w Łodzi, kiedy pizzerie dopiero zaczęły się w mieście pojawiać. W połowie 2010 roku sieć liczyła ponad 200 lokali w blisko 150 miastach Polski, najwięcej spośród obecnych w Polsce sieci pizzerii. Oprócz tradycyjnej, liczącej 75 standardowych, dla całej sieci lokali, rodzajów pizzy, w ofercie znajduje się dodatkowe menu (sałatki, makarony, dania mięsne, rybne, zupy, desery itp.) Lokale sieci działają na zasadzie franczyzy – każdy z nich ma swojego właściciela, płacąc sieci za licencję i know-how.

## Nagrody
- 2008 – Hermes w kategorii – sieć restauracji
- 2009 – tytuł Jakość Roku[5]
- 2010 – tytuł Jakość Obsługi
- Wielokrotny laureat nagrody „Laur Konsumenta”